# Szemfoltos cincér

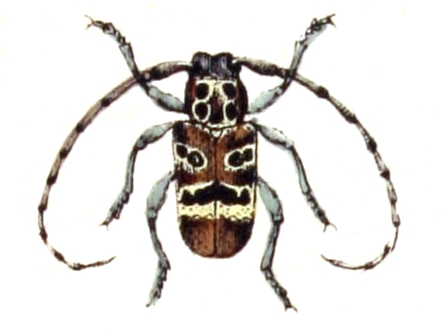

A szemfoltos cincér (Mesosa curculionoides) a cincérfélék (Cerambycidae) családjának egy faja. Egész Európában (a nyugati szélek kivételével) megtalálható, keletre egészen Koreáig. Lárvái lombhullató fák kérge alatt, illetve a fában élnek, általában mélyen, de a kéreg közelében is láthatók rágásnyomai. Életciklusa 2−3 évig tart.
Tápnövényei közé tartoznak: jegenyefenyő, szelídgesztenye, mogyoró, bükk, fügefa, borostyán, dió, vörösfenyő, lilaakác.
Változatai:
- Mesosa curculionoides var. biloculata (Nicolas, 1902)
- Mesosa curculionoides var. tokatensis (Pic, 1904).